# One of My Turns
One Of My Turns è una canzone dei Pink Floyd pubblicata nel 1979 all'interno dell'album The Wall. Fu inclusa nella parte b del singolo Another Brick in the Wall (Parte 2).

## Composizione
Il brano dura circa 3 minuti e 38 secondi. È diviso in tre parti distinte: un breve dialogo, una parte cantata dai toni piuttosto bassi e tristi, ed un'altra, invece, che ha un tono più forte. La prima parte è accompagnata solo da un sintetizzatore che emette suoni non armonizzati, la seconda è caratterizzata da un ritmo in 3/4, che richiama il ritmo di valzer, però molto rallentato in do maggiore. Questa parte suona molto simile, per atmosfera e ritmo alla canzone dei Beatles I Me Mine, ma è molto rallentata. La canzone poi sfocia in un quasi classico Hard Rock 4/4 in Si Bemolle maggiore. Anche questo tipo di struttura, che alterna parti classicheggianti come il valzer a parti più prettamente rock è probabilmente ispirata alla stessa canzone di George Harrison. In questa canzone si può ascoltare una delle più potenti performance vocali di Roger Waters, che raggiunge in un tratto il La sopra il Do centrale e comunque il cantato è molto emotivo e ricco di dinamiche e sfumature. Questa canzone fu rilasciata come singolo e aveva sull'altro lato Another Brick in the Wall.

## Trama
Come le altre canzoni nell'album The Wall, One Of My Turns racconta una porzione della storia di Pink.
Dopo aver saputo del tradimento della moglie, Pink invita una groupie nel suo appartamento. Quest'ultima tenta in tutti i modi di catturare l'attenzione di Pink, che però non le presta ascolto, mentre pensa alla fine del rapporto con sua moglie; dato che la ragazza continua a cercare la sua attenzione, lui, in preda ad un attacco d'ira, distrugge l'appartamento e la fa fuggire, parlandole persino della sua "ascia preferita".
Alla fine, quando ormai la ragazza è scappata, Pink esclama "perché corri via?" con un tono malinconico.

## Versione video
Pink invita una groupie, impersonata da Jenny Wright, ad entrare nel suo appartamento, ma poi si siede sulla poltrona a guardare la televisione, ignorandola completamente. La ragazza tenta di sedurlo, ma lui, in preda ad un attacco d'ira, comincia a distruggere l'intero appartamento. Poi Pink comincia ad inseguire la spaventatissima ragazza per tutta la stanza, lanciandole addosso svariati oggetti. Infine getta la televisione fuori dalla finestra tagliandosi la mano sul vetro rotto.

## Esecutori
- David Gilmour - chitarra[2]
- Nick Mason - percussioni[2]
- Roger Waters - voce[2], basso[2]
- Richard Wright - pianoforte[2]
- Bob Ezrin - organo[2], sintetizzatore prophet-5[2]
- Lee Ritenour - chitarra ritmica[2]
- Trudy Young - voce della groupie[2]